# Renault Floride
La Renault Floride è vettura sportiveggiante di fascia medio-bassa, prodotta tra il 1959 ed il 1963 dalla casa automobilistica francese Renault.

## Storia

### Genesi e debutto
A metà degli anni cinquanta la gamma Renault era composta da due modelli: la 4CV, piccola, economa e briosa (basti pensare ai suoi successi in campo sportivo), e la più grande e signorile Frégate. Una gamma piuttosto ridotta, che al proprio interno presentava un vuoto da colmare. Per questo motivo i vertici Renault fecero avviare un progetto destinato alla produzione di una vettura di nicchia che ispirasse allegria, spensieratezza, voglia di vacanze e di tempo libero, una vettura che unisse l'economia di una Renault Dauphine (ormai prossima al debutto) all'eleganza di una cabriolet. Nelle intenzioni di Pierre Dreyfus, neo presidente della Renault da poco succeduto al defunto Lefaucheux, la vettura avrebbe dovuto avere uno sbocco commerciale anche negli Stati Uniti. Per questo Dreyfus partì per un viaggio negli States assieme a Fernand Picard, responsabile dello sviluppo progetti. Al suo ritorno in Francia, Dreyfus ebbe un incontro con il designer italiano Luigi Segre, presidente della Ghia, a cui commissionò lo sviluppo di una vettura sportiveggiante di fascia bassa, proprio sulla base della Dauphine, che potesse incontrare anche i gusti del pubblico statunitense. Prese dunque l'avvio il progetto 1092. Fin da subito, Segre si avvalse della consulenza del giovane designer Virgil Exner Jr., figlio del più noto Virgil Exner che in quegli anni lavorava alla Chrysler. La consulenza di Exner fu importante in quanto avrebbe potuto fare da tramite fra le idee di Segre ed i gusti del pubblico d'oltreoceano. Il giovane Exner inviò alcune bozze a Segre, il quale le girò alla Renault. I vertici della Casa della Losanga furono convinti subito e diedero quindi il via alla realizzazione dei primi prototipi. Una prima maquette in creta fu realizzata dal direttore generale della Ghia, Giovanni Savonuzzi e, dopo l'approvazione da parte del Consiglio di amministrazione della Renault, venne dato il via alla costruzione del primo prototipo, denominato Dauphine Sport. E qui cominciarono i problemi: per il primo prototipo, Segre si avvalse in subappalto dell'apporto di Pietro Frua, considerato a tutt'oggi il padre stilistico della Floride. Ma, poco dopo la realizzazione del prototipo Dauphine Sport, si accese un contenzioso fra Virgil Exner Jr, Luigi Segre e Pietro Frua per la paternità del progetto. Nel giro di poco tempo, si accese un'altra disputa, questa volta fra Segre e Frua, poiché Frua non fu retribuito da Segre per la sua prestazione. Così, la disputa continuò sotto altre spoglie: Frua, ormai frustrato dai vani tentativi di contattare Segre, vendette il suo progetto alla svizzera Ghia-Aigle, nata per volontà della stessa Ghia ed in seguito evolutasi autonomamente fino a diventare indipendente (e quindi concorrente della stessa Ghia). Fu così che al Salone di Ginevra del marzo 1958, l'azienda elvetica espose il prototipo, ribattezzato Dauphine GT. Quando Dreyfus, aggirandosi fra gli stand, passò davanti a quello di Frua e della Ghia-Aigle, pretese spiegazioni dal designer italiano, il quale raccontò tutta la storia. Dreyfus, altamente contrariato, si recò da Segre, anch'esso presente alla kermesse ginevrina, e gli ordinò di trovare immediatamente una soluzione. In seguito, le tensioni fra Segre e Frua continuarono fino ad arrivare ad una causa legale che si sarebbe trascinata fino ai primi anni sessanta.
I fatti accaduti al Salone di Ginevra del 1958 fecero sì che il pubblico pensasse ad un debutto quasi imminente della nuova "scoperta" della Renault, ma i tempi non erano ancora completamente maturi e, per il debutto ufficiale del modello definitivo, i curiosi avrebbero dovuto attendere fino all'autunno seguente, quando la Floride definitiva sarebbe stata presentata al Salone di Parigi. E comunque, la presentazione ancora non bastò a convincere i vertici Renault, tanto che per la produzione effettiva si sarebbe dovuto attendere addirittura fino al mese di maggio del 1959. E anche qui sorsero alcuni problemi: l'enorme successo riscosso dalla Dauphine fece sì che l'impianto di Flins, dove quest'ultima era prodotta, non potesse essere sfruttato che per sostenere la forte domanda del mercato nei confronti della stessa Dauphine, per cui la produzione della Floride dovette essere dirottata verso due aziende esterne, ossia le carrozzerie Chausson e Brissonneau et Lotz. A quest'ultima furono delegate le operazioni relative all'assemblaggio finale. La commercializzazione fu avviata due mesi dopo, a luglio.

#### Design esterno ed interno

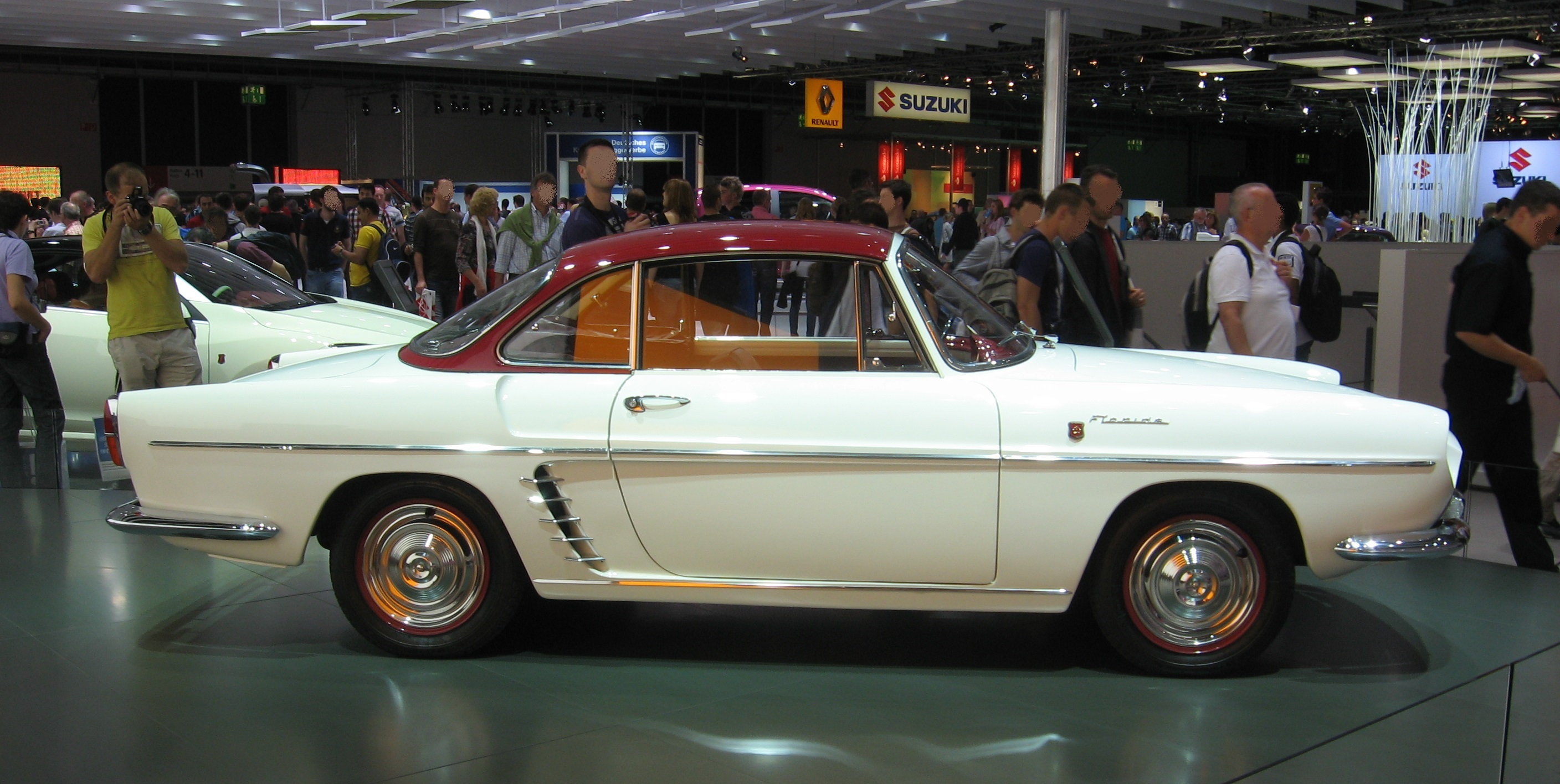
Vista laterale di una Floride

La Floride era proposta fin dall'inizio sia come spider a due posti secchi, sia come coupé: in entrambi i casi, la sua linea riprendeva per sommi capi quelli che erano i tratti tipici delle auto sportive, con una calandra piuttosto appuntita ed affilata. I grandi fari tondi inglobati per metà nel muso erano invece una caratteristica della maggior parte delle vetture di quegli anni, specialmente le sportive di piccola e media taglia. Come la Dauphine da cui derivava, anche la Floride presentava un paraurti anteriore che al centro si inarcava verso l'alto, in modo da consentire l'accesso al vano della ruota di scorta, ricavato proprio in quel punto. Il cofano anteriore, sotto il quale si trovava il bagagliaio, era liscio e privo di nervature di qualsiasi genere. La fiancata era forse la parte più originale dell'intero corpo vettura: dalla parte anteriore, che riprendeva inizialmente la semplicità del muso, partiva una molura cromata che tagliava in due la fiancata intera. Anche nel sottoporta vi era una sottile linea cromata che metteva in rilievo quella zona. La parte posteriore della fiancata era caratterizzata invece da una presa d'aria quasi verticale e tagliata in due dalla linea cromata principale. Per quanto riguardava invece la coda, erano evidenti le due pinne posteriori che alloggiavano i due fari di forma ovoidale allungata, impreziositi da una cornice color argento. Il coperchio del vano motore era anch'esso liscio e privo di nervature o qualsiasi altro elemento che ne turbasse l'aspetto. Tra le due pinne si apriva la grande griglia per l'estrazione del calore dal vano motore. Caratteristico della coda della Floride era anche il paraurti posteriore, assai avvolgente.
L'abitacolo della Floride tradiva la parentela con la Dauphine, soprattutto per ciò che concerne il cruscotto, direttamente derivato da quest'ultima. Il volante a due razze era sprovvisto di clacson, alloggiato invece in una leva posta a sinistra del volante. Trattandosi di una vettura a motore posteriore, mancava la comodità di un ampio bagagliaio, presente invece nella maggior parte delle altre piccole spider o coupé ad architettura tradizionale (motore anteriore, trazione posteriore). Anteriormente era comunque presente un vano per il carico dei bagagli, che, pur penalizzato dalla ingombrante presenza dei passaruota, riusciva comunque ad offrire una capacità di 240 litri, ai quali si aggiungevano i 175 litri della zona dietro ai due sedili posteriori.

#### Meccanica e motore
La Floride riprende pianale e meccanica dalla Dauphine, presentando quindi una configurazione meccanica analoga, con motore e trazione posteriore: tale soluzione, dato l'evidente sbilanciamento nella distribuzione delle masse tra retrotreno ed avantreno, rendeva la Floride piuttosto impegnativa da governare nelle curve più difficili. Il motore era il classico 4 cilindri da 845 cm³, qui nella versione montata anche sotto il cofano della Dauphine Gordini. Tale unità motrice era in grado di erogare 38 CV DIN di potenza massima (40 CV SAE) a 5200 giri/min. L'alimentazione era a carburatore monocorpo Solex. Il cambio era manuale, inizialmente a sole 3 marce, di cui la prima non sincronizzata. L'impianto frenante era anch'esso piuttosto semplice, prevedendo i tamburi sulle quattro ruote, mentre lo sterzo era a cremagliera. Lo schema delle sospensioni prevedeva un avantreno a ruote indipendenti con bracci triangolari ed un retrotreno a ruote indipendenti con semiassi oscillanti. Su entrambi gli assali erano montate molle elicoidali ed ammortizzatori idraulici telescopici.

### Evoluzione

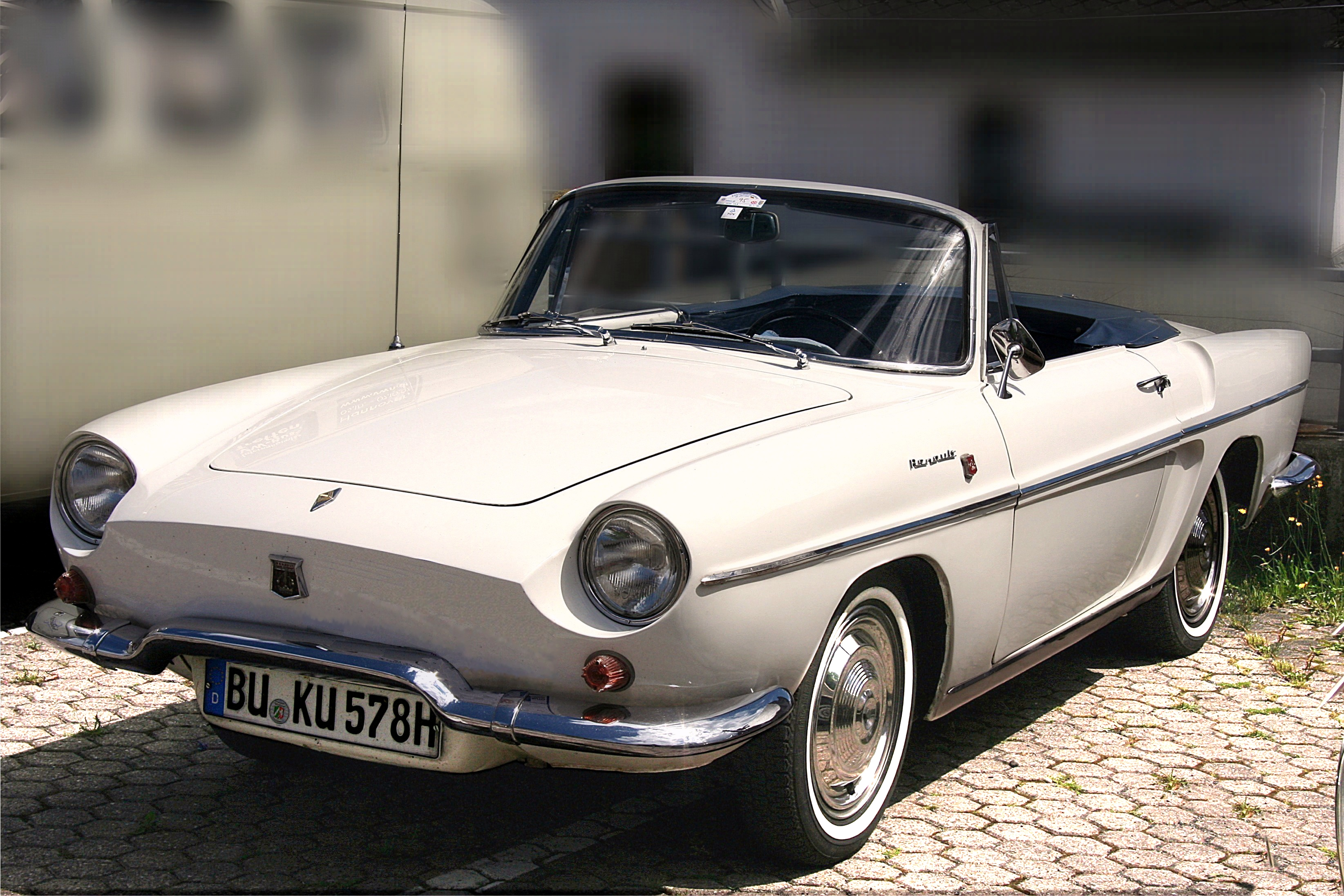
Una Floride S: notare l'incavo laterale nel parafango posteriore, una volta adibito ad alloggiamento della presa d'aria ed ora completamente chiuso

Pochi mesi dopo l'avvio della commercializzazione, e comunque entro la fine del 1959, la gamma della Floride si arricchì con l'arrivo della versione cabriolet a due posti più due. Come optional per le versioni aperte fu presto reso disponibile anche un hard-top. Nello stesso periodo il retrotreno fu sottoposto ad aggiornamenti per migliorare la tanto criticata tenuta di strada: dopo essere stato montato sulla Dauphine, anche sulla Floride arrivò quindi il sistema Aerostable, consistente nell'integrazione delle molle posteriori con dei tamponi in gomma. Tuttavia, i risultati ottenuti non furono all'altezza delle aspettative, ragion per cui nell'autunno del 1960 venne montato anche un ripartitore di frenata, allo scopo di non creare scompensi durante le frenate, specialmente quelle d'emergenza. Per quanto riguarda l'accoglienza del pubblico, va detto che nonostante i suoi problemi di stabilità, la vettura conobbe subito un buon successo di vendite, relativamente alla categoria nella quale andava ad inserirsi. La cadenza produttiva giornaliera, inizialmente fissata fino a 75 esemplari al giorno, dovette essere portata fino a 200 per far fronte alla domanda. Il successo fu tanto più sorprendente se si pensa che il prezzo di listino, fissato dalla Casa a 850 000 franchi al momento della presentazione a Parigi nel 1958, fu portato ad 878.500 franchi al momento dell'avvio della commercializzazione. Negli Stati Uniti la Floride, commercializzata con il nome di Caravelle, conobbe invece solo un successo parziale: in effetti, alla sua presentazione, avvenuta a New York nel gennaio del 1959, la vettura riuscì a collezionare ben 13 000 ordini. Il problema è che si trattava di ordinativi per la versione decapottabile, mentre inizialmente era stata prevista la commercializzazione della sola versione coupé. Ciò provocò ritardi eccessivi nelle consegne, che finirono con l'esasperare la clientela. Una grande spinta per l'immagine della Floride, sia quella destinata all'Europa che quella destinata negli States, venne dalla nota attrice francese Brigitte Bardot, che ne divenne testimonial pubblicitaria e ne volle anche una come auto personale. Dal 1960, però, le vendite crollarono a causa dell'incompatibilità fra lo stile di guida americano ed i piccoli motori che equipaggiavano le varie Dauphine e Floride esportate oltreoceano, senza contare i vari episodi di guasti meccanici.
Nel marzo 1962 fu presentata la Floride S, equipaggiata con il nuovo motore Cléon da 956 cm³ che arrivava ad erogare 48 CV a 5500 giri/min. Si trattava della stessa motorizzazione che un anno più tardi sarebbe andata ad equipaggiare le versioni di base della Renault 8. La Floride S si distingueva esternamente dalla Floride di base per l'assenza delle prese d'aria laterali, ormai divenute superflue in quanto il nuovo motore possedeva il radiatore montato posteriormente e non più anteriormente. D'altra parte, la Floride S aveva una nuova presa d'aria costituita da una fila di feritoie verticali all'estremità posteriore del cofano motore. Comunque sia, gli alloggiamenti delle vecchie prese d'aria erano ancora visibili, ma sprovvisti di aperture. Altre importanti differenze tecniche con la Floride di base erano l'impianto frenante a quattro dischi ed il cambio manuale a 4 marce. Nello stesso anno fu tolta di produzione la coupé, sostituita dalla corrispondente versione coupé della neonata Caravelle. Quanto alla Floride, essa non vide più novità di sorta nella propria gamma: nell'autunno del 1963 scomparve definitivamente dai listini e venne sostituita dalle versioni aperte della Caravelle.

### Tabella caratteristiche
| Modello                               | Floride | Floride | Floride | Floride S |
| ------------------------------------- | --- | --- | --- | --- |
| Carrozzerie disponibili               | Spider | Cabriolet | Coupé | Cabriolet |
| Commercializzazione                   | 05/1959-02/1961 | 05/1959-02/1961 | 09/1959-02/1962 | 03/1962-08/1963 |
| Esemplari prodotti                    | 47.916 | 47.916 | 47.916 | 47.916 |
| Prezzo al debutto in franchi francesi | 878.500 | 928.500 | 888.500 | 9.5021 |
| Motore                                | Type 670-05 | Type 670-05 | Type 670-05 | Type 689-02 |
| Posizione                             | Posteriore longitudinale | Posteriore longitudinale | Posteriore longitudinale | Posteriore longitudinale |
| Numero e disposizione dei cilindri    | 4 cilindri in linea | 4 cilindri in linea | 4 cilindri in linea | 4 cilindri in linea |
| Cilindrata (cm³)                      | 845 | 845 | 845 | 956 |
| Alimentazione                         | Carburatore Solex 32 PBIT | Carburatore Solex 32 PBIT | Carburatore Solex 32 PBIT | Cabruratore Solex 32 PDIST |
| Potenza massima (CV DIN/rpm)          | 38/5200 | 38/5200 | 38/5200 | 48/5500 |
| Coppia nominale [Nm] a giri/min]      | 57.9/3300 | 57.9/3300 | 57.9/3300 | 67.7/3500 |
| Trazione                              | Posteriore | Posteriore | Posteriore | Posteriore |
| Cambio                                | Manuale a 3 marce | Manuale a 3 marce | Manuale a 3 marce | Manuale a 4 marce |
| Frizione                              | Monodisco a secco | Monodisco a secco | Monodisco a secco | Monodisco a secco |
| Scocca                                | Scocca portante | Scocca portante | Scocca portante | Scocca portante |
| Sospensioni ant.                      | A ruote indipendenti, con bracci triangolari oscillanti, molle elicoidali, barra stabilizzatrice, ammortizzatori idraulici telescopici                                                                      | A ruote indipendenti, con bracci triangolari oscillanti, molle elicoidali, barra stabilizzatrice, ammortizzatori idraulici telescopici                                                                      | A ruote indipendenti, con bracci triangolari oscillanti, molle elicoidali, barra stabilizzatrice, ammortizzatori idraulici telescopici                                                                      | A ruote indipendenti, con bracci triangolari oscillanti, molle elicoidali, barra stabilizzatrice, ammortizzatori idraulici telescopici                                                                      |
| Sospensioni post.                     | A ruote indipendenti con semiassi oscillanti, molle elicoidali, ammortizzatori idraulici telescopici | A ruote indipendenti con semiassi oscillanti, molle elicoidali, ammortizzatori idraulici telescopici | A ruote indipendenti con semiassi oscillanti, molle elicoidali, ammortizzatori idraulici telescopici | A ruote indipendenti con semiassi oscillanti, molle elicoidali, ammortizzatori idraulici telescopici |
| Impianto frenante                     | Tamburi sulle quattro ruote | Tamburi sulle quattro ruote | Tamburi sulle quattro ruote | Dischi sulle quattro ruote |
| Pneumatici                            | 135x380 | 135x380 | 135x380 | 5.50x15" |
| Massa in ordine di marcia             | 745 | 780 | 760 | 805 |
| Serbatoio                             | 32 litri | 32 litri | 32 litri | 32 litri |
| Velocità massima                      | 125 | 125 | 125 | 135 |
| Consumo medio (litri/100 km)          | 7 | 7 | 7 | 7.5 |
| Note                                  | 1A partire dal 1960, il franco francese in uso fino a quel momento viene sostituito da una nuova valuta, un nuovo franco equivalente a 100 vecchi franchi, per cui i prezzi risultano ridotti di 100 volte. | 1A partire dal 1960, il franco francese in uso fino a quel momento viene sostituito da una nuova valuta, un nuovo franco equivalente a 100 vecchi franchi, per cui i prezzi risultano ridotti di 100 volte. | 1A partire dal 1960, il franco francese in uso fino a quel momento viene sostituito da una nuova valuta, un nuovo franco equivalente a 100 vecchi franchi, per cui i prezzi risultano ridotti di 100 volte. | 1A partire dal 1960, il franco francese in uso fino a quel momento viene sostituito da una nuova valuta, un nuovo franco equivalente a 100 vecchi franchi, per cui i prezzi risultano ridotti di 100 volte. |